# Phân cấp hành chính Campuchia
Campuchia được chia làm 24 tỉnh (ខេត្ត - khet) và 1 đơn vị hành chính đặc biệt thủ đô Phnom Penh (ក្រុង - krong) được quản lý cùng cấp với 24 tỉnh khác.
Các tỉnh được chia ra thành các huyện (ស្រុក - srok), riêng 12 quận của Phnom Penh được gọi là khan (ខណ្ឌ - khan). Mỗi tỉnh lại có một huyện hoặc thành phố thủ phủ (ក្រុង, Krong).
Dưới huyện là các xã (ឃុំ - khum), xã được chia thành các làng (ភូមិ - phum). Ở Phnom Penh, dưới khan là các phường (សង្កាត់ - sangkat). Các sangkat lại được chia thành các khu phố (Khmer: ភូមិ - krom).
Kep, Pailin, Sihanoukville cũng từng là các Thành phố trực thuộc trung ương như Phnom Penh cho tới ngày 22/11/2008 theo Sắc lệnh Hoàng gia được điều chuyển trở về tỉnh cùng với việc điều chỉnh địa giới của một số tỉnh.
| STT | Vị trí | Tên                                          | Thủ phủ         | Dân số    | Diện tích (km²) | Mật độ dân cư | ISO   |
| --- | ------ | -------------------------------------------- | --------------- | --------- | --------------- | ------------- | ----- |
| 1   |        | Banteay Meanchey (បន្ទាយមានជ័យ)                  | Sisophon        | 859.545   | 6.679           | 129           | KH-1  |
| 2   |        | Battambang (បាត់ដំបង)                           | Battambang      | 987.400   | 11.702          | 84            | KH-2  |
| 3   |        | Kampong Cham (កំពង់ចាម)                         | Kampong Cham    | 895.763   | 4.549           | 197           | KH-3  |
| 4   |        | Kampong Chhnang (កំពង់ឆ្នាំង)                     | Kampong Chhnang | 525.932   | 5.521           | 95            | KH-4  |
| 5   |        | Kampong Speu (កំពង់ស្ពឺ)                         | Kampong Speu    | 872.219   | 7.017           | 124           | KH-5  |
| 6   |        | Kampong Thom (កំពង់ធំ)                          | Kampong Thom    | 677.260   | 13.814          | 49            | KH-6  |
| 7   |        | Kampot (កំពត)                                 | Kampot          | 592.845   | 4.873           | 122           | KH-7  |
| 8   |        | Kandal (កណ្ដាល)                                | Ta Khmau        | 1.195.597 | 3.179           | 376           | KH-8  |
| 9   |        | Koh Kong (កោះកុង)                               | Koh Kong        | 123.618   | 10.090          | 12            | KH-9  |
| 10  |        | Kep (កែប)                                     | Kep             | 41.798    | 336             | 124           | KH-23 |
| 11  |        | Kratié (ក្រចេះ)                                 | Kratié          | 372.825   | 11.094          | 34            | KH-10 |
| 12  |        | Mondulkiri (មណ្ឌលគីរី)                          | Sen Monorom     | 88.649    | 14.288          | 6             | KH-11 |
| 13  |        | Oddar Meancheay (ឧត្តរមានជ័យ)                   | Samraong        | 261.252   | 6.158           | 42            | KH-22 |
| 14  |        | Pailin (ប៉ៃលិន)                                 | Pailin          | 71.600    | 803             | 89            | KH-24 |
| 15  |        | Phnom Penh (ភ្នំពេញ) (TP trực thuộc trung ương) | Daun Penh       | 2.129.371 | 679             | 3.136         | KH-12 |
| 16  |        | Preah Sihanouk (ព្រះសីហនុ)                       | Sihanoukville   | 302.887   | 1.938           | 156           | KH-18 |
| 17  |        | Preah Vihear (ព្រះវិហារ)                         | Tbaeng Meanchey | 251.352   | 13.788          | 18            | KH-13 |
| 18  |        | Pursat (ពោធិ៍សាត់)                                | Pursat          | 411.759   | 12.692          | 32            | KH-15 |
| 19  |        | Prey Veng (ព្រៃវែង)                             | Prey Veng       | 1.057.428 | 4.883           | 217           | KH-14 |
| 20  |        | Ratanakiri (រតនគីរី)                           | Banlung         | 204.027   | 10.782          | 19            | KH-16 |
| 21  |        | Siem Reap (សៀមរាប)                             | Siem Reap       | 1.006.512 | 10.299          | 98            | KH-17 |
| 22  |        | Stung Treng (ស្ទឹងត្រែង)                         | Stung Treng     | 159.565   | 11.092          | 14            | KH-19 |
| 23  |        | Svay Rieng (ស្វាយរៀង)                           | Svay Rieng      | 524.554   | 2.966           | 177           | KH-20 |
| 24  |        | Takéo (តាកែវ)                                  | Doun Kaev       | 899.485   | 3.563           | 253           | KH-21 |
| 25  |        | Tbong Khmum (ខេត្ត ត្បូងឃ្មុំ)                      | Suong           | 775.296   | 5.250           | 148           | KH-3  |

Số liệu thống kê theo điều tra dân số 2019.